# Prochelator incomitatus
Prochelator incomitatus är en kräftdjursart som beskrevs av Robert Raymond Hessler 1970. Prochelator incomitatus ingår i släktet Prochelator och familjen Desmosomatidae. Inga underarter finns listade i Catalogue of Life.